# Kozhikode (huyện)
Huyện Kozhikode là một huyện thuộc bang Kerala, Ấn Độ. Thủ phủ huyện Kozhikode đóng ở Kozhikode. Huyện Kozhikode có diện tích 2345 ki lô mét vuông. Đến thời điểm năm 2001, huyện Kozhikode có dân số 2878498 người.